# Barcelonne-du-Gers
Barcelonne-du-Gers é uma comuna francesa na região administrativa da Occitânia, no departamento de Gers. Estende-se por uma área de 20.29 km², e possui 1.375 habitantes, segundo o censo de 2018, com uma densidade de 68 hab/km².